# Héctor Abel Amorosi

## Biografía
Nacido en Buenos Aires el 8 de febrero de 1937 y fallecido en la misma ciudad el 5 de noviembre de 2011, fue una figura prominente en el panorama artístico argentino, destacándose como pintor y arquitecto. Su formación académica incluyó la obtención de su título de arquitecto en la Facultad de Arquitectura de la Universidad de Buenos Aires, una base que, sin duda, influyó en su posterior desarrollo pictórico.
Su incursión en el mundo de la pintura se inició tempranamente, formándose en el atelier "Gerardo de Alvear" entre 1951 y 1954. Este periodo formativo sentó las bases para una carrera que lo llevaría a explorar diversas latitudes y enriquecer su visión artística.
Un hito crucial en su trayectoria fue su residencia en Finlandia a partir de 1954, donde no solo vivió sino que también colaboró estrechamente con el renombrado arquitecto Alvar Aalto hasta 1966. Esta década de inmersión en la vanguardia arquitectónica nórdica, bajo la tutela de una figura tan influyente como Aalto, probablemente aportó una perspectiva única a su comprensión del espacio, la forma y la luz, elementos que se reflejarían en su obra plástica.
Su búsqueda de conocimiento y perfeccionamiento artístico lo llevó a continuar sus estudios en diversas capitales culturales: Milán en 1972 y París en 1974. Además, amplió sus horizontes en centros artísticos de relevancia como Minneapolis, Buenos Aires y Punta del Este, demostrando un compromiso constante con la exploración y la evolución de su arte. Complementariamente, residió en Roma hasta 1968, sumergiéndose en el rico legado artístico de la capital italiana.
La materialización de su trabajo al público ocurrió en 1970 con su primera muestra individual, marcando el inicio de una prolífica carrera expositiva. Su obra trascendió las fronteras, siendo exhibida en importantes ciudades de Argentina, Uruguay, Italia, Estados Unidos y España. Esta difusión internacional subraya la relevancia y el impacto de su propuesta artística.
Su pertenencia a la corriente pictórica generativa y geométrica lo posiciona dentro de un movimiento que explora la creación de formas a partir de algoritmos, sistemas y estructuras, a menudo utilizando la geometría como lenguaje fundamental. Esta adscripción no solo define su estilo, sino que también lo inscribe en un diálogo continuo con otros artistas que investigaron las posibilidades de la abstracción y la relación entre arte y tecnología. Su legado reside en la síntesis de su formación arquitectónica con una profunda exploración de los principios generativos y geométricos en la pintura, dejando una huella significativa en el arte contemporáneo.

## Exposiciones "One Man Show"
- Gradiva, Buenos Aires - Argentina (1970)
- Gradiva, Buenos Aires - Argentina (1975)
- Ross Graphics, Minneapolis - Estados Unidos (1977)
- Ruth Benzacar, Buenos Aires - Argentina (1977)
- Del Retiro, Buenos Aires - Argentina (1979)
- Elayne Galleries, Minneapolis - Estados Unidos (1979)[2]
- Ta-Nisia, Punta del este - Uruguay (1980)
- Ta-Nisia, Punta del este - Uruguay (1981)
- Kandinsky, Madrid - España (1981)
- Gianinni, La Coruña - España (1981)
- Del Retiro, Buenos Aires - Argentina (1982)
- "Movado in the Arts", muestra su trabajo en "La Posta del Cangrejo", La Barra - Uruguay (1989)
- Shows privados con cita previa en el atelier del artista, Punta del Este - Uruguay (1990 - 1994)
- Trench Gallery "90 Años de Punta del Este", Punta del Este - Uruguay (1997)
- Trench Gallery, Punta del Este - Uruguay (1998)

## Exposiciones Grupales y trabajos en galerías
- Serra, Buenos Aires - Argentina (1954)
- New Directions, Milano - Italia (1972)
- Segundo Piso, Buenos Aires - Argentina (1976)
- Márquez, Buenos Aires - Argentina (1977 - 1978)
- Calart, Gêneve - Suiza (1981)
- Invitado en Bienal de Arévalo - España (1981)
- Arte Aplicada, Sâo Paulo - Brasil (1982 - 1983)
- Centoira "The Fruits", Buenos Aires - Argentina (1984)
- Sur, Punta del Este - Uruguay (1984 - 1986)
- Rubbers, Buenos Aires - Argentina (1986)
- "The Alvar Aalto Context", Universidad de Jyväskylä - Finlandia (1988)
- Art Miami ´95, Florida - Estados Unidos (1995)

## Curiosidades
Abrió "El Drugstore de la Recoleta" junto con Carlos "El Gato" Dumas, José Luis Gallego Fernández Bobadilla, Martín Prats, Iván Robredo, Miguel Micky González Moreno, Cinthya Perkins, Maggie Garat y Enrique Martínez de Hoz. El se encargo del diseño presente en la carta del lugar.